# A Betlem me'n vull anar
A Betlem me'n vull anar  (“Voglio andare a Betlemme”) è un tradizionale villancico (canto natalizio) catalano, di cui si ignora sia l'autore che il periodo della composizione.

## Testo
Nel brano – che viene solitamente intonato in Re maggiore e che rivela delle similitudini con un altro natalizio catalano, vale a dire  El cant dels ocells – alcuni animali, come la gallina, il pollo, il gatto, il cane, un uccello, e il maiale, sono in marcia verso Betlemme per onorare la Nascita di Gesù: dapprima si chiede alla gallina se vuol venire e poi si esprime il desiderio di comprare anche gli altri animali.
I versi degli animali vengono espressi tramite suoni onomatopeici (Piu, piu, piu per il pollo, Tiu, tiu, tiu per l'uccello, Bup, bup, bup per il cane, Rony, rony, rony per il maiale, ecc.).
A Betlem me'n vull anar, vols venir tu gallineta? 

A Betlem me'n vull anar, vols venir tu rabadà? 

Un xiulet li vull comprar.  (bis)

Xiu, xiu, xiu, farà el xiulet, xiribit, xiribet, 

a Betlem, au, au, a Betlem, si us plau. 
2. Un timbal li vull comprar. 

Tam, tam, tam, farà el timbal. 
3. Un pollet li vull comprar. 

Piu, piu, piu, farà el pollet. 
4. Un xaiet li vull comprar. 

Be, be, be farà el xaiet. 
5. Un ocell li vull comprar. 

Tiu, tiu, tiu farà l'ocell. 
6. Un gatet li vull comprar. 

 Miau, miau, miau, farà el gatet. 
7. Un gosset li vull comprar. 

Bup, bup, bup, farà el gosset. 
8. Un porquet li vull comprar. 

Rony, rony, rony, farà el porquet. 